# Molorchus minor
Molorchus minor је врста инсекта из реда тврдокрилаца (Coleoptera) и породице стрижибуба. Сврстана је у потпородицу Cerambycinae.

## Распрострањеност
Врста је распрострањена на подручју Европе, Русије, Кавказа, Мале Азије и Ирана. У Србији се среће спорадично, углавном у планинским пределима а ређе у равницама.

## Опис
Глава, пронотум и антене су црне боје. Покрилца су скраћена, црвенкастобраон боје са тамним врхом. Свако покрилце има белу штрафту иза средине. Ноге су црвенкастобраон или црне боје. Антене су дуге до врло дуге. Трећи антенални чланак је знатно дужи од првог. Дужина тела је од 6 до 16 mm.

## Биологија
Животни циклус траје од једне до две године. Ларве се развијају у мртвим гранчицама, танким стаблима и изложеном корењу четинара. Адулти су активни од априла до августа и срећу се на биљци домаћину и цвећу. Као домаћин јављају се различите врсте четинара (бор, смрча, јела, ариш, чемпрес).

## Статус заштите
Molorchus minor се налази на Европској црвеној листи сапроксилних тврдокрилаца.

## Синоними
- Necydalis minor Linnaeus, 1758
- Glaphyra minor (Linnaeus, 1758)
- Glaphyra (Molorchus) minor (Linnaeus, 1758)
- Caenoptera minor (Linnaeus, 1758)
- Necydalis ceramboides DeGeer, 1775
- Leptura ceramboides (DeGeer, 1775) (misspelling)
- Leptura dimidiata Fabricius, 1775
- Molorchus dimidiata (Fabricius, 1775) (misspelling)